# Rhytidosporum
Rhytidosporum is een geslacht van kleine planten en lage struiken uit de familie Pittosporaceae. De soorten zijn endemisch in Australië.

## Soorten
- Rhytidosporum alpinum McGill.
- Rhytidosporum diosmoides (Putt.) L.W.Cayzer, Crisp & I.Telford
- Rhytidosporum inconspicuum L.W.Cayzer, Crisp & I.Telford
- Rhytidosporum procumbens (Hook.) F.Muell.
- Rhytidosporum prostratum McGill.